# Genomul uman

Reprezentare grafică a cariotipului uman normal

Genomul uman este genomul speciei homo sapiens, stocat pe 23 de perechi de cromozomi. Douăzeci și două dintre acestea sunt perechi de cromozomi autozomali, în timp ce cealaltă pereche determină sexul. Genomul uman haploid ocupă puțin mai mult de 3 miliarde de perechi de bază de ADN.
Human Genome Project⁠(en)[traduceți] (HGP) a produs o secvență de referință a genomului uman eucromatic, utilizată în toată lumea în științele biomedicale.
Genomul uman haploid conține circa 23.000 de gene codificante, mult mai puține decât se aștepta la început. De fapt, doar aproximativ 1,5% din genom codifică proteine, restul fiind gene ARN necodificante, șiruri de reglare, introni, și ceea ce se numește junk DNA⁠(en)[traduceți].
Mai multe grupe de cercetători au contribuit, pe diferite domenii, la crearea hărții genomului uman. Directorul celei mai importante grupări, cea a specialiștilor în computere, a fost cercetătorul american de origine română Sorin Istrail.